# 鍾繼昌
鍾繼昌（Rico Chung Kai Cheong，1963年3月11日—），香港電影編劇、導演、監製、演員。香港電影編劇家協會秘書(2015-2017年)，1994年憑《溶屍奇案》首次獲得香港電影金像獎最佳編劇提名。

## 簡介
鍾繼昌在成為編劇前，是一名象牙雕刻師傳，亦曾做配音員。在香港大學校外課程修讀編劇課程後，1984年加入亞洲電視任職劇本統籌及編劇，其後晉升為編審並為多首亞洲電視劇集節目歌曲填詞。鍾繼昌離開亞視後加入新藝城成為電影編劇，首部電影編劇作品是《長短腳之戀》。其後一度重返亞洲電視擔任綜藝節目編審，包括《吳耀漢攪攪震》、《笑JOKE 1800秒》、《開心主流派》等。
1991年，鍾繼昌重返電影界與導演查傳誼合組電影公司，首部製作的電影是《情不自禁》：其後又監製與編寫了多部電影。以《溶屍奇案》首度獲得香港電影金像獎最佳編劇提名，隨後的《屯門色魔》、《街坊差人》、《旺角揸Fit人》和《去吧！揸Fit人兵團》等多部電影令鍾繼昌聲名鵲起。
2004年與陳嘉上合編合導的《A-1頭條》獲香港電影金像獎最佳編劇提名，並獲香港電影評論學會大獎的最佳編劇獎與香港電影編劇家協會的推薦劇本獎。2008年為中國大陸電視劇《南北大狀》編劇。

## 電影作品
- 1988年：長短腳之戀
- 1988年：義膽紅唇
- 1991年：中環英雄
- 1991年：情不自禁
- 1991年：馬路英雄
- 1992年：特異功能猩求人
- 1992年：情不自禁之II霎時衝動
- 1992年：妙探雙嬌
- 1993年：黑豹傳說
- 1993年：飛車女童黨
- 1993年：七月十四
- 1993年：噴火女郎
- 1994年：屯門色魔
- 1994年：正月十五之一生一世
- 1994年：鬼迷心竅
- 1994年：九九九誰是兇手
- 1994年：摩登龍爭虎鬥
- 1995年：精裝情不自禁
- 1996年：驚變
- 1996年：去吧!揸Fit人兵團
- 1998年：亞李.爸爸兩個大盜
- 2002年：飛虎雄師
- 2004年：散打
- 2004年：A-1頭條
- 2007年：葬禮揸Fit 人
- 2008年：十分鍾情
- 2011年：孤島驚魂
- 2013年：孤島驚魂2
- 2020年：乜代宗師

## 外部連結
- 香港導演大全-鍾繼昌 （页面存档备份，存于）
- 香港電影編劇家協會-鍾繼昌